# Victor Ramahatra
Victor Ramahatra (ur. 6 września 1945 w Antananarywie) – malgaski wojskowy, polityk, premier Madagaskaru od 12 lutego 1988 do 8 sierpnia 1991.
Na stanowisko premiera powołany przez prezydenta Didiera Ratsirakę po zdymisjonowaniu pełniącego swoją funkcję przez 11 lat Désiré Rakotoarijaony. W sierpniu 1991 krajowi groził wybuch strajku generalnego, a sformował konkurencyjny rząd pod przywództwem Jeana Rakotoharisona. Wchodzący w konflikt z wojskiem prezydent zdymisjonował Ramahtrę i powołał w jego miejsce Guya Razanamasy'ego. W 1997, gdy Ratsiraka powrócił na urząd prezydenta, został jego doradcą do spraw wojskowych. W czerwcu 2002 został uwięziony wskutek oskarżenia o planowanie zamachu na życie prezydenta Marca Ravalomanany. Wypuszczono go w październiku tego samego roku.